# Лоуэр-Нью-Йорк-Бей
Ло́уэр-Нью-Йорк-Бей (англ. Lower New York Bay — в переводе «нижняя нью-йоркская бухта») — бухта на западе Атлантического океана в дельте реки Гудзон, часть залива Нью-Йорка.

## Экология

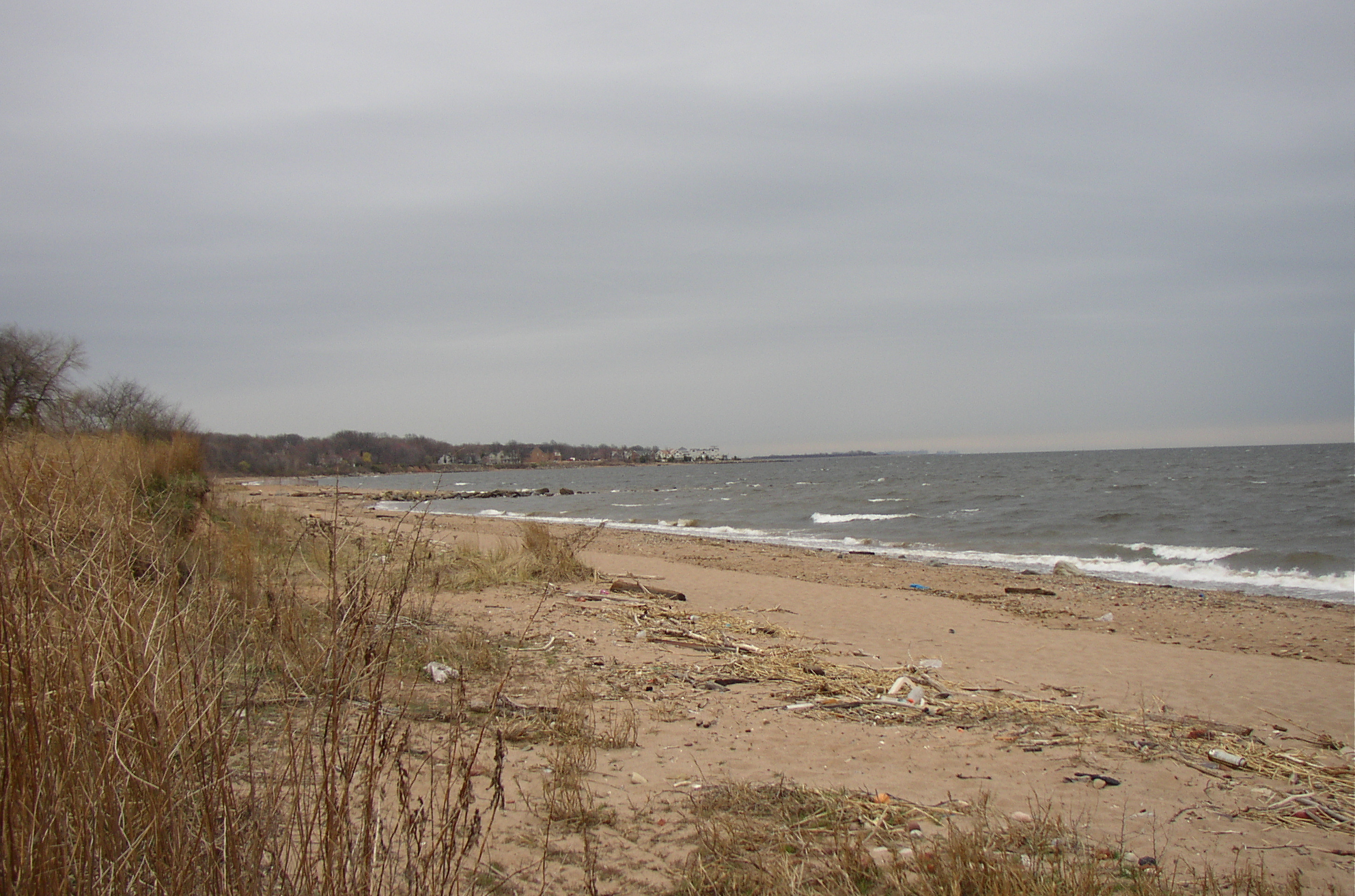
Вид на Нижний Нью-Йоркский залив с острова Статен-Айленд

В доколониальные времена в бухте было много рыбы и моллюсков, однако загрязнение нанесло ущерб их популяциям.

## Искусственные острова
В XIX веке были сооружены два искусственных острова (Остров Хоффмана и Суинберн), где располагались карантинные станции.

## Побережье
К бухте выходят район города Нью-Йорк Бруклин. Для облегчения судоходства выстроены несколько маяков.